# Кисельное (Воронежская область)
Кисе́льное — село в Терновском районе Воронежской области России. Входит в состав Киселинского сельского поселения.

## География
Село находится в северо-восточной части Воронежской области, в лесостепной зоне, в пределах Окско-Донской равнины, на расстоянии примерно 31 километра (по прямой) к западу-юго-западу (WSW) от села Терновка, административного центра района. Абсолютная высота — 157 метров над уровнем моря.
Часовой пояс
Село Кисельное, как и вся Воронежская область, находится в часовой зоне МСК (московское время). Смещение применяемого времени относительно UTC составляет +3:00.

## Население
| 2010 |
| ---- |
| 327  |

Гендерный состав
По данным Всероссийской переписи населения 2010 года в гендерной структуре населения мужчины составляли 48 %, женщины — соответственно 52 %.
Национальный состав
Согласно результатам переписи 2002 года, в национальной структуре населения русские составляли 100 %.

## Инфраструктура
В селе функционируют фельдшерско-акушерский пункт, культурно-досуговый центр и отделение Почты России.

## Улицы
Уличная сеть села состоит из двух улиц (ул. Октябрьская и ул. Советская).